# Конные (деревня)
 Конные  — деревня в Кирово-Чепецком районе Кировской области в составе Федяковского сельского поселения.

## География
Расположена на расстоянии менее 1 км на север-северо-запад от центра поселения села Шутовщина.

## История
Известна с 1671 года как деревня Августовская с 1 двором, в 1764 году 26 жителей, в 1802 4 двора. В 1873 году здесь (деревня Августовская или Шутовщина, Конные) дворов 5 и жителей 28, в 1905 5 и 26, в 1926 (Конные 1-е или Августовский) 12 и 59, в 1950 (Конные) 27 и 95, в 1989 19 жителей. Настоящее название утвердилось с 1950 года. 

## Население
Постоянное население составляло 7 человек (русские 100%) в 2002 году, 19 в 2010.